# アルコ・ディ・トラヴェルティーノ駅
アルコ・ディ・トラヴェルティーノ (Arco di Travertino) は、ローマ地下鉄のA線にある駅の一つである。イタリアの首都ローマのムニチーピオXIにある。
アッピア・ヌオーヴァ街道 (via Appia Nuova)とトゥスコラーナ街道 (via Tuscolana) につながる、アルコ・ディ・トラヴェルティーノ通り (via Arco di Travertino)にある。

## 周辺
- トラヴェルティーノ門、アルコ・ディ・トラヴェルティーノ (Arco di Travertino)
- トゥスコラーナ街道 (Via Tuscolana)
- アッピア街道州立公園 - Tombe Latine

## 施設

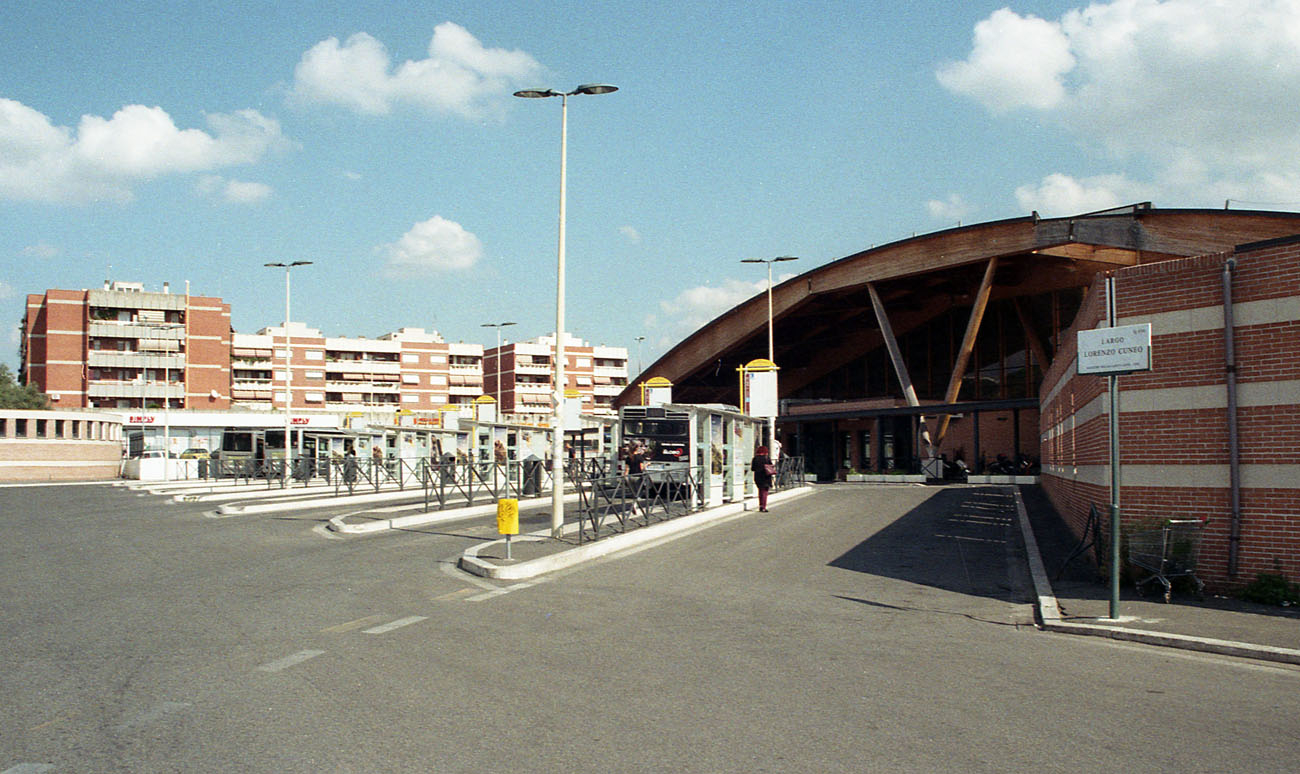
駅周辺のATAC終着駅

駅には以下の施設がある:
- 乗替え用駐車場 418台分。
- 市バス乗替え。